# Ivaniv, Starîi Sambir
Ivaniv (în ucraineană Іванів) este un sat în comuna Ceapli din raionul Starîi Sambir, regiunea Liov, Ucraina.

## Demografie
Componența lingvistică a localității Ivaniv
     Ucraineană (100%)
Conform recensământului din 2001, toată populația localității Ivaniv era vorbitoare de ucraineană (100%).